# Hary Gunarto

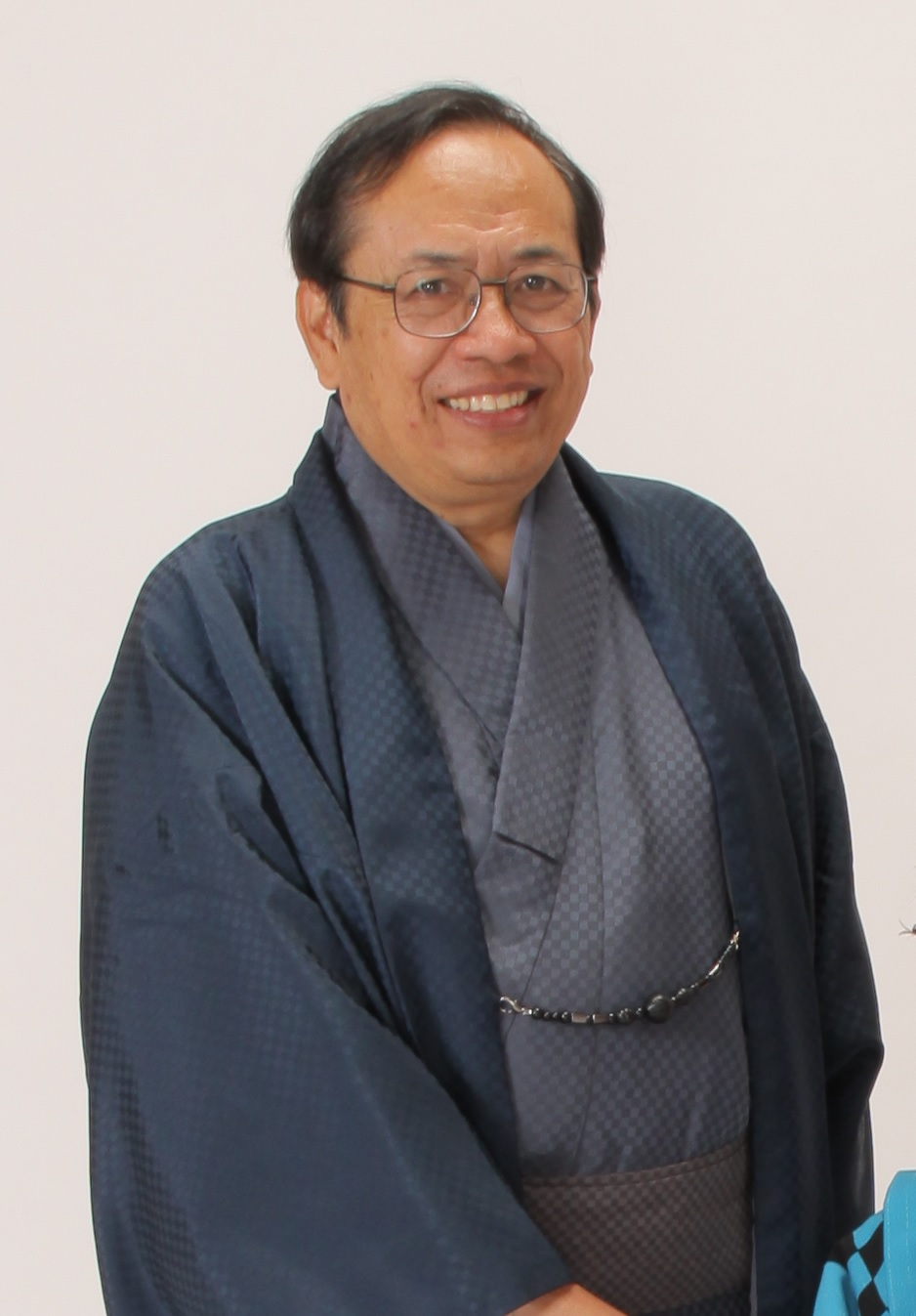
Gary Gunarto 2016

Hary Gunarto of Harry Gunarto (1954) is een Indonesisch onderzoeker en professor aan de Ritsumeikan Asia-Pacific Universiteit, Japan.   Hij studeerde in 1988 af aan de Washington State Universiteit met een doctoraat in computertechniek. Zijn expertisegebieden zijn computerprogrammering, digitale mediatechnologieën en het digitaal behoud van UNESCO-werelderfgoedlocaties.

## Belangrijkste werken
- Een industrieel FMS-communicatieprotocol[4]
- Simulatie van fabriekscommunicatieprotocollen. Hary Gunarto en Paul Chiang, Transactions: The Best paper van 1987. [5]
- Visual Basic voor informatieverwerking (boeksecties)[6]
- Inleiding tot webdesignprogrammering voor e-business en e-commerce, Andi Offset Pub., Yogyakarta, 2003.[7]
- Inleiding tot C++.Net en C#.Net met eenvoudige gegevensverwerking, Andi Publisher, 2004.[8]
- Inleiding tot Visual Basic.Net-programmering.[9]
- Verklarende woordenlijst van IT- en computertermen: Engels-Indonesisch-Maleis, Tiara Wacana Publication, Yogyakarta, 2017.[10]
- Parametrische en niet-parametrische data-analyse voor sociaal onderzoek: IBM SPSS, 2019.[11]
- Op apps gebaseerde machinevertaling op slimme media-apparaten – Een recensie.[12]
- Toepassingen van door AI aangedreven elektrische voertuigen (in Elsevier: door kunstmatige intelligentie aangedreven moderne elektrische voertuigen in slimme netwerksystemen) (boekhoofdstuk), 2024. [13]